# Herman Bianchi
 (janvier 2024).
Si vous disposez d'ouvrages ou d'articles de référence ou si vous connaissez des sites web de qualité traitant du thème abordé ici, merci de compléter l'article en donnant les références utiles à sa vérifiabilité et en les liant à la section « Notes et références ».
Pour les articles homonymes, voir Bianchi.
Hermanus Thomas Bianchi (Rotterdam, 14 décembre 1924 - Leeuwarden, 30 décembre 2015) était un criminologue néerlandais, inspiré par l'histoire du droit et la philosophie de la justice. Après avoir été incarcéré dans un camp nazi en 1944, il décide de se consacrer à la lutte contre l'enfermement et la punition. C'est l'un des auteurs pionniers des théories de l'abolitionnisme pénal, avec Louk Hulsman, Fay Honey Knopp, Thomas Mathiesen et Angela Davis. Prenant position en tant que criminologue critique, il défend une justice réparatrice entre un auteur de violence et une personne lésée, plutôt qu'une justice punitive entre un État et une personne considérée comme ayant attaquée la société.
En dehors des cercles de l'histoire du droit néerlandais et de l'abolitionnisme pénal, il est encore aujourd'hui très peu connu, en France notamment.

## Carrière
Herman Bianchi a étudié le néerlandais et l'histoire à l'université d'Amsterdam et le droit à l'université libre (VU) d'Amsterdam. Bianchi a obtenu son doctorat en droit avec mention de l'Université libre d'Amsterdam en 1956 sur le thème : "Position et sujet de la criminologie". En 1958, il est nommé "lecteur" à l'Université libre d'Amsterdam, puis professeur de criminologie en 1961. Dans les années 1970-1980, il est l'un des membres actifs du "groupe néerlandais" qui participe à l'International Association for the History of Crime and Criminal Justice. En 1974-75, il est membre de l'Institut néerlandais d'études avancées en sciences sociales (NIAS). Après avoir pris sa retraite, il a enseigné pendant plusieurs années en tant que professeur associé de criminologie, dans plusieurs universités aux États-Unis et au Canada.
Bianchi a consacré son travail scientifique, depuis le départ ou presque, à lutter contre le système pénal et le système carcéral. Ce choix trouve en partie son origine dans une expérience personnelle. Au cours de la dernière année de la guerre, il a été enfermé pendant plusieurs mois dans le camp de concentration d'Amersfoort. À l'automne 1944, il en a été libéré grâce à une action de la Croix-Rouge suédoise. L'expérience de cette captivité a eu un impact majeur sur le choix de ses études. Alors qu'il étudiait le droit, il décida de se consacrer désormais à penser un droit pénal différent et meilleur que celui en vigueur. Selon lui, les criminologues devraient consacrer beaucoup plus de temps à la lutte contre l'enfermement des criminels dans les prisons et apprendre à considérer l’enfermement comme un gaspillage d'argent contre-productif. Le droit pénal et l'emprisonnement, selon Bianchi, sont inefficaces dans la lutte contre la criminalité et ne constituent en fait rien d'autre qu'une manière stupide et vulgaire de "répondre au mal par le mal".
C'est aussi sa préférence homosexuelle qui, selon lui et ses proches, permettrait de comprendre le soutien d'Herman Bianchi envers les marginaux, les déviants -- étant donné que les homosexuels ont longtemps et sont parfois encore rejetés voire réprimés par la société hétérosexuelle.
L’une des choses qui l’a le plus frappé, c'est que les partis politiques chrétiens, dont il pense qu'on aurait pu attendre mieux, ont généralement défendu avec force le droit pénal, alors que, selon lui, ce système juridique bafoue au quotidien l'Évangile, tant admiré par ceux qui se prétendent chrétiens, en particulier le Sermon sur la montagne. D’autant plus que, dans le système pénal actuel, les anciens concepts évangéliques tels que la repentance et le pardon ne jouent plus aucun rôle.

## Inspiration
Bianchi a étudié l'histoire de la justice pénale. Ce faisant, il a souvent estimé qu'il était plus utile pour les criminologues et les hommes politiques contemporains de lire le "Sermon sur la montagne" de la Bible et d'étudier les travaux des grands philosophes de notre culture, de Platon à Michel Foucault, parce qu'ils disaient souvent des choses plus sensées sur la criminalité et le traitement des criminels que beaucoup de criminologues d'aujourd'hui. C'est pour cette raison qu'on l'a parfois appelé "criminosophe" plutôt que criminologue.

## Recherche

### Histoire du droit pénal
Même si Bianchi n'était pas historien de formation, il s'est beaucoup intéressé à l'histoire du droit pénal pour réfléchir et appuyer ses idées.
Bianchi a mené des recherches auprès des Indiens d'Amérique du Nord (les Mohawks), où, dans les réserves qui leurs données de force, l'idée d'une organisation de la justice pénale est toujours absente et où les déviants peuvent négocier avec leurs victimes pour résoudre le conflit, si nécessaire sous la direction d'un expert. En cas de refus, a expliqué un chef de tribu à Bianchi, les personnes qui ont commis un tort vont tout simplement chez les « Yankees » (les Blancs américains), où ils peuvent écoper de 175 à 350 ans de prison.
Bianchi montre aussi qu’aux Pays-Bas, ce n'est qu'à la fin du XVIIIe siècle que la République batave a aboli la possibilité d'un "concordat" (c’est-à-dire un traité réglant les rapports entre l’Église et l’État). Le concordat a été remplacé par le droit pénal et le droit de procédure pénale, conçus sous le règne de Napoléon comme une réponse gouvernementale à la criminalité. Ils sont, à l'exception de quelques modifications non substantielles, toujours d'application aux Pays-Bas, en Belgique et en France. Depuis, nous considérons la criminalité comme un conflit entre l'État et l'auteur du délit, au nom duquel il faudrait défendre la société, plutôt qu'entre la victime et l'auteur du tort directement. Le droit pénal a également contribué à la construction immédiate d’un grand nombre de nouvelles grandes prisons, afin de pouvoir enfermer le plus grand nombre possible de criminels pour une longue période. Toute forme de "justice réparatrice" a ainsi disparu.

### Prison
Selon Bianchi, les prisons sont des écoles du crime. Les jeunes ayant commis une faute y apprennent le métier de criminel auprès des plus anciens. Il utilise des statistiques sur la récidive pour prouver cette idée. Selon Bianchi, les prisons ne devraient être autorisées que dans le cas de criminels extrêmement dangereux et incorrigibles, et pour ceux qui ne veulent pas recourir à la réinsertion. Il développe cette théorie dans son étude Justice as Sanctuary ; Toward a new System of Crime Control.
En 2008, il a réagi au débat actuel sur l'emprisonnement à vie aux Pays-Bas en publiant un article dans le journal Trouw : "Le droit pénal médiéval était plus humain qu'aujourd'hui" (Middeleeuws strafrecht was menselijker dan nu - Levenslange gevangenisstraffen zijn barbaars. Zelfs in de Middeleeuwen bood het recht meer perspectief, aan daders én slachtoffers, dan nu in Trouw, katern De Verdieping, dinsdag 2 september 2008, pag.9.).

### Justice réparatrice
Ces dernières années ont été marquées par un regain d'intérêt pour la « justice réparatrice » aux Pays-Bas et dans d’autres pays occidentaux où dominent la justice punitive. Cette justice défend que, contrairement au droit pénal actuel et à la procédure pénale, les gens ne doivent plus considérer le crime comme un conflit entre l'État et le criminel, mais entre la victime et le l’auteur de l’acte ayant causé un tort. On s'oriente donc vers un rôle très important de la victime dans la procédure juridique, afin de réduire et de réparer les dommages humains et sociaux causés par le crime. En anglais, on parle de "restorative justice". Depuis plusieurs années, il existe également un "Journal of Restorative Justice". Bianchi a voulu contribuer à ce développement par ses recherches scientifiques. Selon lui, le terme "punition" doit disparaître de notre terminologie juridique et être remplacé par le terme "réparation". Ce dont le droit néerlandais a besoin, selon Bianchi, c'est d'un "Code de justice réparatrice" pour remplacer les codes rétributifs contre-productifs, "stupides" selon Bianchi, du droit pénal et du droit de la procédure pénale. Depuis peu, il existe un "Prix Bianchi pour la justice réparatrice" qui peut être décerné tous les deux ans à des universitaires qui œuvrent pour une justice réparatrice éthiquement plus élevée et concrètement plus efficace dans la lutte contre le mal social.

## Anecdote
Le personnage du roman Karel Ravelli, du cycle de romans Het Bureau de JJ (Han) Voskuil, est basé sur la personne d'Herman Bianchi.

## Publications les plus importantes
- (nl) Ethiek van het straffen [« Éthique de la punition »], Nijkerk, Callenbach, 1964 (présentation en ligne)
- (nl) Stigmatisering [« Stigmatisation »], 1971
- (nl) Basismodellen in de criminologie [« Modèles de base en criminologie »], 1979 son avant-propos est traduit en français par George Kellens en 1982[1].
- (nl) Tussen misdaad en straf: aspecten van strafvervolging [« Entre crime et châtiment : aspects des poursuites pénales »], Nijkerk, uitg éd, 1981 (ISBN 90-266-1704-6)
- (nl) Gerechtigheid als vrijplaats - de terugkeer van het slachtoffer in ons recht [« La justice comme sanctuaire – le retour de la victime à notre droit »], Baarn, Dix ont, 1985 (ISBN 90-259-4229-6)
- (en) Herman Bianchi et René van Swaaningen, Abolitionism : towards a non-repressive approach to crime : proceedings of the second international conference on prison abolition [« Abolitionnisme : vers une approche non répressive de la criminalité : actes de la deuxième conférence internationale sur l'abolition des prisons »], Amsterdam, Free University Press, 1986 (ISBN 978-90-6256-179-7, présentation en ligne)
- (en) Justice as Sanctuary; Toward a new System of Crime Control [« La justice comme sanctuaire ; Vers un nouveau système de contrôle de la criminalité »], Wipf and Stock Publishers, 1er octobre 2010 (ISBN 978-1-60899-690-2, présentation en ligne)
- (nl) Politiek en criminaliteit : op zoek naar het haalbare [« Politique et criminalité : à la recherche du réalisable »], Kampen, Kok, 1992 (ISBN 90-242-6614-9)